# ゴードン・リチャーズ
ゴードン・リチャーズ（Sir Gordon Richards, 1904年5月5日 - 1986年11月10日）は20世紀に活躍したイギリスの騎手である。
当時のイギリス競馬のスター騎手であり（他にもイギリス競馬の当時のスター騎手にはマーティン・モロニーや障害専門騎手のリチャード・スタンレー・フランシスがいた）、通算で4,870勝し、26回リーディングジョッキーになった為に史上最も偉大な騎手として有名で、ナイトの称号を得た唯一の騎手でもある。

## 人物
ゴードン・リチャーズはシュロップシャーのドニントンウッド村（現在のテルフォード）で育った。彼の父は家でポニーを飼育していたため、ゴードンは騎乗技術へ関心を持つようになった。始めの頃は鞍を使わずにポニーに乗り、7歳のころにはポニーを操り家族を乗せて駅まで送っていた。彼の直立姿勢で、長手綱を使用した独特な騎乗スタイルはこの経験によって培われた。
15歳の時にウィルトシャーのジミー・ホワイトの元で馬丁となり、騎手の第一歩を踏み出す。ジミー・ホワイトは彼の騎乗技術が優れていることに気がつき、騎手となる機会を与える。そしてデビュー後間もない1921年3月にレスター競馬場で初勝利を挙げる。彼は決断力と誠実さを持ち味として、1925年には118勝を成し遂げて初めてリーディングジョッキーになった。
デビューから5年後の1926年初め、彼は結核にかかり一定期間レースから離れなければならなかった。彼は体を弱らせるこの病の療養中にノーフォークのサナトリウムで同じく結核の患者であるビル・ローウェルと会い、人生に大きな影響を受けた。ローウェルは戦争の間にはびこった階級にとらわれたシステムのなかの上流階級に対する人気と、やってくる富に対処する方法をゴードンに教えた。ローウェルは精神的な師となり、二人は固い友情を結んだ。
1926年12月にはゴードンは復帰し、1927年は再びリーディングジョッキーになった。1932年には259勝し、1888年にフレッド・アーチャーが達成したイギリスの年間最多勝記録を約50年ぶりに更新した。1942年までに5つのクラシックレースのうち4つは勝利したが、ゴードンは偉大な成功の一方で、エプソムダービーだけは勝利できていなかった。
1944年10月31日にイギリス競馬史上初の3000勝を達成した。
1947年にテューダーミンストレルに騎乗し2000ギニーを8馬身差という1900年以来の大差で勝利し、6戦無敗でダービーを迎え、一番人気に支持された。しかしレースはフランスのパールダイヴァーが勝利し、テューダーミンストレルは4着に敗れた。
1953年のエプソムダービーの1週前にゴードンは騎手として初めて、ナイトに叙勲される。この年のダービーでゴードンが騎乗したピンザは平地競馬のサラブレッドにしては大柄な馬で、体高が16ハンズ（64インチ、約163センチメートル）あった。レースでは2番手の位置につけ、最後の2ハロンで先頭に立ち勝利を収め、33年目にして初めてダービーに勝利した。待ちわびたゴードンの最大の勝利は群衆によって祝福され、更に女王によって祝福されるために呼び出された。
騎手としてのゴードンのキャリアは骨盤の負傷により、1954年に終わる。しかし、彼は調教師やアドバイザーとして競馬に対する情熱を惜しみなく注ぎ続けた。
2002年に障害競走の騎手、トニー・マッコイが289勝するまで、ゴードンの年間最多勝の記録は破られなかった。現代の技術の発展により、マッコイは競馬場と競馬場の間を飛行機で移動できたためゴードンよりも多くのレースに騎乗することが可能だった。ゴードンの通算4,870勝は2006年現在でもイギリスにおいて破られていない。世界の記録としては通算6,032勝したアメリカの騎手、ジョニー・ロングデンが1956年にゴードンの記録を更新している。
彼の名にちなんだレース、ゴードンリチャーズステークス（G3、距離10ハロン7ヤード）がイギリスのサンダウン競馬場で行われている。